# Муоткавара
Му́откаваара (Му́откавара) или Кру́кфьеллет (Кро́кфьеллет) (фин. Muotkavaara, северносаам. Muotkevárri, инари-саам. Myetkivääri, норв. Krokfjellet) — холм, расположенный в Лапландии на границе трёх государств: России, Финляндии и Норвегии. С российской стороны находится на территории Печенгского района Мурманской области, с финской стороны — на территории общины Инари области Лапландия, со стороны Норвегии — на территории коммуны Сёр-Варангер фюльке Тромс-ог-Финнмарк. Наивысшая точка холма возвышается на 169 м (554 футов) над уровнем моря и расположена в Норвегии.

## Русско-финляндско-норвежская граница

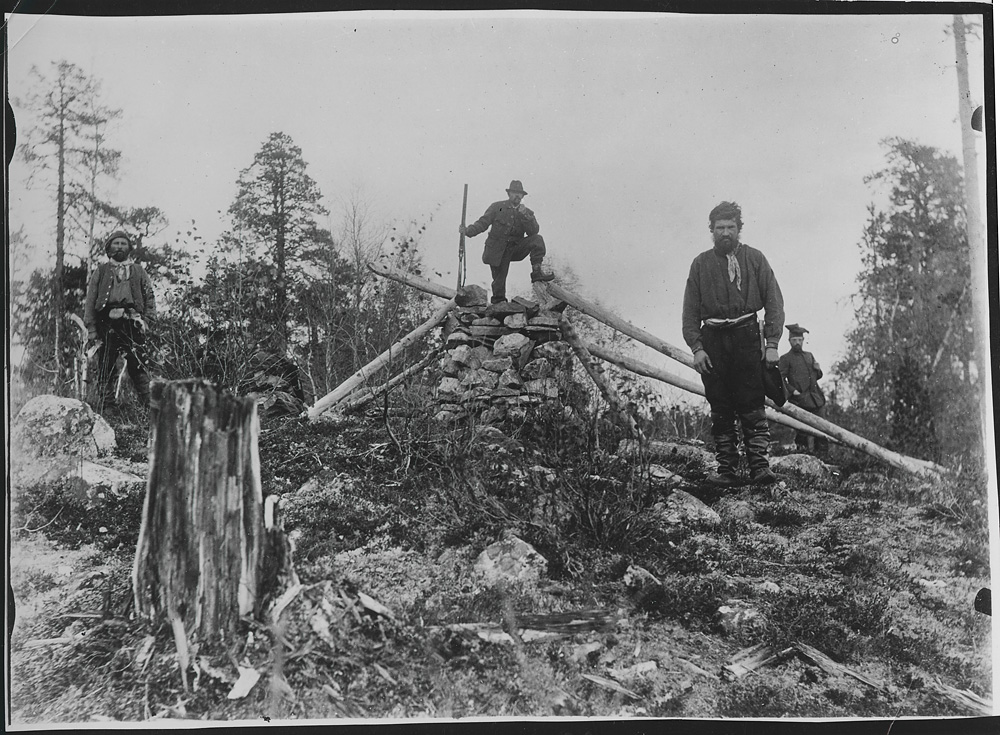
Каирн на холме Муоткаваара. Не позднее 1950 года

Граница между Россией и Норвегией стала проходить через холм Муоткаваара после 1826 года, а после 1833 года здесь также прошла граница Великого княжества Финляндского. С 1920 по 1945 год через холм проходила только граница между Финляндией и Норвегией.
В 1846 году в южной части холма, примерно в 700 метрах к юго-востоку от его вершины было установлено каменное сооружение, обозначающее точку соединения трёх границ, а в 1945 году на его вершину был добавлен бетонный знак в виде тетраэдра с надписями на его гранях: «СССР» (впоследствии — «Россия»), «Suomi» и «Norge». В этой точке также встречаются три разных часовых пояса.
Холм находится вблизи нескольких национальных парков, имеющих общее название Пасвик-Инари. Ежегодно на холме организуются лыжные гонки.
Гонки не проводятся с 2020 года.